# Resseta
La Resseta (in russo Рессета?) è un fiume della Russia europea, affluente di destra della Žizdra, nel bacino dell'Oka. Scorre nelle oblast' di Brjansk e di Kaluga.
Il fiume ha origine nei pressi della stazione ferroviaria di Batagovo, a nord-est di Brjansk. Scorre in direzione orientale lungo il confine tra le regioni di Brjansk e Kaluga, poi svolta verso nord. Sfocia nella Žizdra a 134 km dalla foce. Ha una lunghezza di 123 km, il suo bacino è di 2 270 km².